# Uniwersytet Techniczny w Hamburgu
Uniwersytet Techniczny w Hamburgu, Hamburski Uniwersytet Techniczny (niem. Technische Universität Hamburg, skrótowiec TUHH) – niemiecki uniwersytet techniczny o statusie uczelni publicznej, z siedzibą w Harburgu, jednej z dzielnic Hamburga, założony w 1978 roku.
Uniwersytet zatrudnia około 470 pracowników naukowych i kształci około 5100 studentów. Uczelnia prowadzi działalność dydaktyczną i naukową w zakresie inżynierii mechanicznej, elektrotechniki, informatyki, inżynierii chemicznej, budownictwa lądowego i innych nauk technicznych.